# شيرمان بي. لويد
شيرمان بي. لويد هو أستاذ جامعي ومحامي وسياسي أمريكي، ولد في 11 يناير 1914 في سانت أنتوني في الولايات المتحدة، وتوفي في 15 ديسمبر 1979 في مدينة سولت ليك في الولايات المتحدة. نشط حزبياً في الحزب الجمهوري. وقد انتخب عضو مجلس النواب الأمريكي ‏.